# Maindsher Kyiv
Maillots
Maindsher Kyiv est un club ukrainien de beach soccer fondé en 2002 et basé à Kiev.
Il est présent sur 10 des 11 premiers podium du Championnat d'Ukraine.

## Palmarès
- Championnat d'Ukraine de beach soccer (4)
  - Champion en 2003, 2006, 2009 et 2012
  - Finaliste en 2002, 2005, 2008, 2010 et 2011
  - 3e en 2004